# Hesperantha falcata
Hesperantha falcata, es un especie herbácea, perenne y rizomatosa nativa de Sudáfrica y perteneciente a la familia Iridaceae. 

## Descripción
Hesperantha falcata, es una planta herbácea perennifolia, geofita que alcanza un tamaño de 0.08 - 0.25 m de altura. Se encuentra a una altitud de 5 - 900 metros en Sudáfrica.
Hesperantha falcata, está muy extendida y crece en la piedra arenisca y laderas de esquisto y planicies costeras del noroeste de la Provincia del Cabo a la Provincia del Cabo Oriental. Tiene flores blancas o amarillas, con los tépalos externos marrones o rojos. Las flores blancas son fragantes (olor a jazmín o almizcle acre perfumado) y se abren por la tarde o por la noche y las flores sin perfume amarillas abren durante la mitad del día. Son polinizadas tanto por las abejas y polillas. Las flores blancas son muy similares a Hesperantha cucullata, pero son más pequeñas y los cormos de cada especie son diferentes.

## Taxonomía
Hesperantha falcata fue descrita por (L.f.) Ker Gawl. y publicado en Annals of Botany 1: 225. 1804.
Etimología
Hesperantha: nombre genérico que deriva de las palabras griegas: ἑσπέρα hespera para "tarde" y ἄνθος anthos para "flor" que se refiere a "flor de la noche". 
falcata: epíteto latíno que significa "con forma de hoz".
Sinonimia
- Geissorhiza lutea Eckl.
- Geissorhiza paucifora Baker
- Hesperantha angusta (Jacq.) Ker Gawl.
- Hesperantha insipida G.J.Lewis
- Hesperantha linearis Fourc.
- Hesperantha lutea Eckl. ex Baker
- Hesperantha lutea var. luculenta R.C.Foster
- Hesperantha maritima Eckl.
- Hesperantha pallida Eckl.
- Hesperantha pentheri Baker
- Hesperantha trifolia R.C.Foster
- Ixia angusta Jacq.
- Ixia cinnamomea Andrews
- Ixia falcata L.f.
- Ixia linearis Jacq.
- Morphixia linearis Ker Gawl.[4][5]